# Herbert Baack
Herbert Baack (ur. 3 lutego 1921  – zm. 5 lipca 2006) – niemiecki polityk należący do Socjaldemokratycznej Partii Niemiec (SPD).
Od 20 października 1969 do 29 marca 1983 (cztery kadencje) był deputowanym do Bundestagu z ramienia SPD. Wybrany z list w Nadrenii Północnej – Westfalii.